# 452 Turkiestański Batalion Piechoty
452 Turkiestański Batalion Piechoty (niem. Turkestanisches Infanterie-Bataillon 452, ros. 452-й туркестанский батальон) – oddział wojskowy Wehrmachtu złożony z mieszkańców Azji Środkowej podczas II wojny światowej.

## Historia
Batalion został sformowany 10 maja 1942 r. w Legionowie. Na jego czele stanął por. Bauman. Składał się z pięciu kompanii. W jego skład wchodzili Kazachowie, Tadżycy, Turkmeni, Uzbecy, Kirgizi, Baszkirzy, będący jeńcami wojennymi z Armii Czerwonej. Mieli oni na wyposażeniu 10 ciężkich karabinów maszynowych, 12 średnich moździerzy, 4 działka przeciwpancerne i 1 działo polowe. Batalion wchodził formalnie w skład Legionu Turkiestańskiego. Faktycznie stanowił oddzielny oddział wojskowy. W poł. maja 1942 r. batalion został przeniesiony do Jedlni w rejonie Radomia, gdzie żołnierze przeszli przeszkolenie wojskowe. We wrześniu 1942 r. trafił na front wschodni. Działał na  ziemiach kozackich nad Donem w ramach niemieckiej 97 Dywizji Strzelców LII Korpusu Armijnego. Początkowo znalazł się w okolicach Rostowa nad Donem, skąd przeszedł do stanicy Szirwanskaja. Po drodze zaczęło dochodzić do coraz częstszych przypadków dezercji. Chrzest bojowy przeszedł w rejonie stanic Kurinskaja i Nawaginskaja. W listopadzie 1942 r. zajmował pozycje obronne wraz z oddziałami 101 Dywizji Strzelców Górskich. Wśród żołnierzy zawiązał się spisek, aby przejść z bronią w ręku na sowiecką stronę frontu. Niemcy jednak wykryli buntowników, aresztowali i rozstrzelali. Pomimo tego część żołnierzy zdołała zdezerterować do Sowietów. W rezultacie w połowie grudnia 1942 r. batalion został rozformowany. Żołnierzy rozdzielono po różnych batalionach roboczych. Największa część trafiła do 246 Budowlanego Batalionu Pionierów.